# Kanton Douvrin
Douvrin (in het Nederlands soms nog: Doverin) is een kanton van het Franse departement Pas-de-Calais. Het kanton maakt deel uit van het arrondissement Béthune.

## Gemeenten
Het kanton Douvrin omvatte tot en met 2014 de volgende gemeenten:
- Billy-Berclau
- Douvrin (Doverin) (hoofdplaats)
- Givenchy-lès-la-Bassée
- Haisnes
- Violaines

Ingevolge het decreet van 24 februari 2014 met uitwerking in 2015 werd het kanton uitgebreid tot : 
- Annequin
- Auchy-les-Mines
- Billy-Berclau
- Cambrin
- Cuinchy
- Douvrin
- Festubert
- Givenchy-lès-la-Bassée
- Haisnes
- Lorgies
- Noyelles-lès-Vermelles
- Sailly-Labourse
- Vermelles
- Violaines